# NGC 533
NGC 533 (również PGC 5283 lub UGC 992) – galaktyka eliptyczna (E3), znajdująca się w gwiazdozbiorze Wieloryba. Odkrył ją William Herschel 8 października 1785 roku.